# Psychoda platalea
Psychoda platalea är en tvåvingeart som beskrevs av Quate 1965. Psychoda platalea ingår i släktet Psychoda och familjen fjärilsmyggor. Inga underarter finns listade i Catalogue of Life.